# Сонорска пустиња
Сонорска пустиња (енгл. Sonoran Desert; Сонора, енгл. Sonora) је пустиња умереног појаса која се налази на југозападу Северне Америке око Калифорнијског залива. Заузима простор од око 260.000 km2.

## Живи свет
Биљни свет Сонорске пустиње је веома карактеристичан и богат (преко 2.000 врста), тако да се област ове пустиње у фитогеографији сматра засебном провинцијом Холарктика — Сонорском провинцијом. У овој пустињи доминирају џиновски кактуси као што је сагуаро, који нарасте више од петнаест метара и достиже масу од десет тона, од чега 90% чини вода. Сем кактуса, у Сонори расту и бројне агаве, палме и махунарке. Чести жбунови су и амброзије, пустињске врбе, хохобе и паловерде.
Фауна Соноре броји око 30 врста риба, 20 врста водоземаца, више од 100 врста гмизаваца, више од 350 врста птица и 60 врста сисара. Сонора представља најсевернију тачку ареала јагуара. Бројни велики кактуси представљају дом за многе животиње, попут лептира, змија и птица (поједине врсте детлића и патуљасти ћук). Заједно са околним пустињама (Мохаве), степама и шумо-степама, Сонорска пустиња у зоогеографији издваја се у Сонорску подобласт Холарктичког царства. Савремени истраживачи Сонору сматрају засебним екорегионом